# Pedrenyal
|  | Aquest article tracta sobre l'arma de foc. Vegeu-ne altres significats a «pedrenyal (geologia)». |

El pedrenyal és una arma de foc a manera de pistola llarga (d'entre 2,5 i 3,5 pams), emprada els segles xvi i xvii, que es disparava amb pedrenyera, és a dir, amb pedra foguera. El seu funcionament era igual que el dels trabucs. L'avantatge que tenia era que era més curt i més manejable malgrat que la seva potència era menor que la d'altres armes de foc d'aquella època.
Amb l'aparició de la clau de roda, giny similar a l'emprat en els encenedors, es desenvolupà una arma de disseny autòcton: el pedrenyal. Els armers especialitzats en la construcció d'aquesta arma s'anomenaren pedranyalers o pedrinyalers.
L'encesa de l'esquer s'obté mitjançant les espurnes que produeix un giny mecànic (a la primeria, la clau de roda, posteriorment, mitjançant la dita clau de transició, que donaria lloc a la de Miquelet o a l'espanyola). Morfològicament contrasta la llargària del canó amb les reduïdes dimensions de l'empunyadura d'aquest. En els primers pedrenyals, dels segles xvi i xvii, (amb clau de roda) l'empunyadura muntada es denominava de cua de peix, per la similitud del seu extrem amb la dita forma, posteriorment, en el segle xviii, l'empunyadura prendria forma ovalada. El gallet del pedrenyal era dit rastell.
Atesa la seva fiabilitat, molt superior a les de metxa, el pedrenyal s'imposà ràpidament, convertint-se en l'arma característica dels bandolers. A més, essent curta, la podien amagar fàcilment sota la capa i aproximar-se a les seves víctimes per a matar-les o amenaçar-les.
L'abril del 1603, el llavors virrei de Catalunya Joan Terès i Borrull imposà la prohibició de qualsevol mena de pedrenyal, ja que en aquell any més de 300 persones foren assassinades amb aquesta arma. La indústria del pedrenyal passà plenament a la clandestinitat.